# 女マネージャー金子かおる 哀しみの事件簿1
『女マネージャー金子かおる 哀しみの事件簿1』（おんなマネージャー かねこかおる かなしみのじけんぼ1）は、2002年2月8日の21:00〜22:54に、フジテレビ系列「金曜エンタテイメント」枠内で放送されたテレビドラマ。
番組タイトルに「1」とついているが、続編は存在しない。「1」とナンバリングされていることや、お笑い芸人のマネージャーが探偵役であること、同枠で『お局探偵亜木子&みどりの旅情事件帳』シリーズや『ツインズな探偵』シリーズに主演してきた（かつバラエティタレントとしての印象が強い）久本雅美が主演していることから、コミカルな2時間サスペンスシリーズの一編にすぎないように匂わせているが、実際にはタイトルをも含めた叙述トリックで構成されている。

## あらすじ
担当しているお笑いコンビ「スリートップ」の売り込みに心血を注ぐ女マネージャー・金子かおる。いよいよブレイク寸前という最中、コンビの一人の半田俊治が、恋人の殺人容疑で警察に逮捕されてしまう。かおるは、苦楽をともにしてきた半田の無実を信じ証拠探しに奔走するが、事件解決の手掛かりと成り得る証言者たちが次々と何者かに殺されてしまう。そしてかおるは、事件の鍵を握る「赤いコートの女」の存在にたどり着いたが……。

## キャスト
- 金子かおる（お笑いコンビ「スリートップ」担当マネージャー）：久本雅美
- 半田俊治（お笑いコンビ「スリートップ」）：生瀬勝久
- 鳥羽善次郎（お笑いコンビ「スリートップ」）：板尾創路
- 本間映子（半田俊治のオンナ・第1被害者）：佐藤江梨子
- 安岡（赤いコートの女のツレ）：木下ほうか
- 不動産屋：佐藤正宏
- 安岡の部下：宮川大輔
- かおるの上司：安藤一夫
- 偽募金のおばさん（第2被害者）：川俣しのぶ
- 佐々木恵美子（第3被害者）：田岡美也子
- バーテンダー（第4被害者）：松澤一之
- 川畑真由美（赤いコートの女）：南野陽子
- 橋爪（北沢西署 刑事）：夏八木勲
- 春花、高山広、康喜弼、津田三七子、元気安、宮之原淳（現：トニー淳）、正源敬三、鈴木舞花（現：鈴木麻衣花）、本名洋子、岩田八重子、福嶌徹

## スタッフ
- 脚本：蒔田光治
- 演出：藤田明二
- コント構成：勝栄（WAHAHA本舗）
- スタントコーディネート：釼持誠
- 技術協力：バスク
- 美術協力：フジアール
- 制作管理：シネハウス
- ロケ協力：ルミネtheよしもと、TOKYO FM渋谷スペイン坂スタジオほか
- フジテレビ編成企画：長部聡介
- 企画協力：東宝
- プロデュース：高橋萬彦
- 製作：フジテレビ、共同テレビジョン

| フジテレビ系列 金曜エンタテインメント | フジテレビ系列 金曜エンタテインメント                     | フジテレビ系列 金曜エンタテインメント |
| 前番組                                | 番組名                                                    | 次番組                                |
| ------------------------------------- | --------------------------------------------------------- | ------------------------------------- |
| この冬の恋 （2002年2月1日）           | 女マネージャー金子かおる 哀しみの事件簿1 （2002年2月8日） | おだまりコンビ（4） （2002年2月15日） |